# Heawood-Graph

Heawood-Graph

In der Mathematik ist der Heawood-Graph ein Graph mit 14 Knoten und 21 Kanten, der unter anderem als Inzidenzgraph der Fano-Ebene von Bedeutung ist. Er ist nach Percy Heawood benannt.

## Kombinatorische Eigenschaften

Der Heawood-Graph ist bipartit und deshalb mit 2 Farben färbbar.

Der Heawood-Graph ist ein kubischer Graph, d. h. 3-regulär.
Er ist bipartit und hat deshalb die chromatische Zahl 2.
Er hat Durchmesser 3 und ist der einzige kubische Graph, der keinen Zykel der Länge 5 enthält.

## Symmetrien
Die Automorphismengruppe des Heawood-Graphen ist isomorph zur projektiven linearen Gruppe {\displaystyle PGL(2,F_{7})} und hat demzufolge 336 Elemente.
Der Heawood-Graph ist abstandstransitiv, d. h. zu je zwei Punktpaaren {\displaystyle (x,y),(u,v)} mit {\displaystyle d(x,y)=d(u,v)} gibt es einen Automorphismus, der {\displaystyle x} auf {\displaystyle u} und {\displaystyle y} auf {\displaystyle v} abbildet.

## Der Heawood-Graph in Geometrie und Topologie

Diese Einbettung des Heawood-Graphen zerlegt den Torus (der durch Identifikation gegenüberliegender Quadrat-Kanten entsteht) in 7 Regionen.

Der Heawood-Graph ist der Inzidenzgraph der Fano-Ebene.
Er kann kreuzungsfrei in den Torus eingebettet werden, den er in 7 sich paarweise berührende Regionen zerlegt. Insbesondere ist er dual zum vollständigen Graphen {\displaystyle K_{7}}.